# Германският император инспектира войските си
„Германският император инспектира войските си“ (на немски: Der Deutsche Kaiser nimmt die Parade in Kiel) е германски късометражен документален ням филм от 1895 година, заснет от британският продуцент и режисьор Бърт Ейкрис с оригинално заглавие The German Emperor Reviewing His Troops. В САЩ филмът е бил излъчван пред публика като Kaiser Wilhelm Reviewing His Troops. Лентата показва германският император Вилхелм II на военен парад в Кил.

## В ролите
- Император Вилхелм II[2]